# Gramatika dalmatskog jezika
Gramatika dalmatskog jezika obuhvaća morfologiju i sintaksu toga jezika.

## Abeceda
A B C Č [nedostaje izvor] CH D E F G I J L M N O P Q R S T U V Z

## Imenice
Dalmatski jezik ima muški i ženski rod imenica. Imenice mogu biti u jednini i množini.
| Jednina    | Množina   | Značenje  |
| Muški rod  | Muški rod | Muški rod |
| ---------- | --------- | --------- |
| amaic      | amaič     | prijatelj |
| detco      | dacli     | prst      |
| cortial    | cortiali  | nož       |
| Ženski rod |           |           |
| susana     | susane    | šljiva    |
| busca      | busce     | krava     |
| mun        | mune      | ruka      |

Dalmatski jezik nema deklinacija imenica.

## Član
Određeni je član u dalmatskom el za muški rod, la za ženski rod, a i za množinu.
npr.:
el cortial — nož, i cortiali — noževi
el naun — ime, i nauni — imena
la busca — krava, i busce — krave

## Pridjevi
U dalmatskom jeziku pridjevi se moraju slagati s imenicom u rodu i broju.
| Muški rod | Ženski rod | Značenje |
| --------- | ---------- | -------- |
| maur      | maura      | velik    |
| bun       | buna       | dobar    |
| fosc      | fosca      | crn      |

## Zamjenice
Osobne zamjenice:
| Jednina     | Značenje |
| ----------- | -------- |
| 1. ju       | ja       |
| 2. te       | ti       |
| 3. jal/jala | on/ona   |
| Množina     |          |
| 1. nu       | mi       |
| 2. vu       | vi       |
| 3. jai      | oni      |

| Jednina | Značenje  |
| ------- | --------- |
| 1. main | mene      |
| 2. toi  | tebe      |
| 3. loi  | njega/nje |
| Množina |           |
| 1. noi  | nas       |
| 2. voi  | vas       |
| 3. jai  | njih      |

Posvojne zamjenice:
| Jednina    | Značenje      |
| ---------- | ------------- |
| 1.maja     | moje          |
| 2.to       | tvoje         |
| 3. ??      | njegovo/njeno |
| Množina    |               |
| 1. nuester | naše          |
| 2. nuester | vaše          |
| 3. ??      | njihovo       |

## Prijedlozi
in — u
bas de — pokraj
de — od
da — od
dri — iznad
saupra — na, iznad
alič — na (pored)

## Glagoli
Pravilni glagoli obično završavaju na -ur, -ar, -dro.

### Glagoli na -ur
Tablica završetaka za -ur glagole
| Prezent | Imperfekt | Futur   |
| ------- | --------- | ------- |
| 1.-a(i) | -ua       | -uora   |
| 2.-e    | -ue       | -uore   |
| 3.-a    | -ua       | -uora   |
| 1.-aime | -uame     | -uorame |
| 2.-aite | -uate     | -uorate |
| 3.-a    | -ua       | -uora   |

primjer: domandur, 'zahtijevati'
| Prezent      | Imperfekt  | Futur        |
| ------------ | ---------- | ------------ |
| 1.domunda(i) | domundua   | domunduora   |
| 2.domunde    | domundue   | domunduore   |
| 3.domunda    | domundua   | domunduora   |
| 1.domundaime | domunduame | domunduorame |
| 2.domundaite | domunduate | domunduorate |
| 3.domunda    | domundua   | domunduora   |

### Glagoli na -ar
Tablica završetaka za -ar glagole
| Prezent | Imperfekt | Futur    |
| ------- | --------- | -------- |
| 1.-a    | -aja      | -ajora   |
| 2.-e    | -aje      | -ajore   |
| 3.-a    | -aja      | -ajora   |
| 1.-aime | -ajame    | -ajorame |
| 2.-aite | -ajate    | -ajorate |
| 3.-a    | -aja      | -ajora   |

primjer: avar, 'imati'
| Prezent  | Imperfekt | Futur     |
| -------- | --------- | --------- |
| 1.ava    | avaja     | avajora   |
| 2.ave    | avaje     | avajore   |
| 3.ava    | avaja     | avajora   |
| 1.avaime | avajame   | avajorame |
| 2.avaite | avajate   | avajorate |
| 3.ava    | avaja     | avajora   |